# فرودگاه بین‌المللی سیبیو
فرودگاه بین‌المللی سیبیو (به انگلیسی: Sibiu International Airport) (به زبان بومی: Aeroportul Internațional Sibiu) یک فرودگاه همگانی مسافربری با کد یاتا SBZ است که یک باند فرود بتن دارد و طول باند آن ۲۶۳۰ متر است. این فرودگاه در کشور رومانی قرار دارد و در ارتفاع ۴۶۰ متری از سطح دریا واقع شده است.

## شرکت‌های هواپیمایی و مقصدهای پروازی
| شرکت‌های هواپیمایی                             | مقصدهای پروازی                                                       |
| --------------------------------------------- | -------------------------------------------------------------------- |
| ایر بخارست                                    | چارتر فصلی: آنتالیا                                                  |
| آسترین ایرلاینز                               | وین                                                                  |
| بلو ایر                                       | اشتوتگارت                                                            |
| لوفت‌هانزا رجینال اجرا توسط لوفت‌هانزا سیتی‌لاین | مونیخ                                                                |
| تاروم                                         | مونیخ                                                                |
| ویز ایر                                       | دورتموند، لوتن لندن، مادرید-باراخاس، ممینگن، میلانو مالپنسا، نورنبرگ |